# Colaranea
Colaranea là một chi nhện trong họ Araneidae.